# Байрактар TB3
Байкар Байрактар TB3 (на турски: Baykar Bayraktar TB3) е турски безпилотен боен летателен апарат със средна надморска височина и дълга издръжливост, способен на кацане и излизане от късо разстояние. Произведен от турската компания Байкар (Baykar).
В момента се разработва поради липсата на самолети, които да бъдат разположени на десантния кораб TCG Anadolu. Според първоначалните планове, корабът се очаквало да бъде оборудван със изтребители F-35, но след отстраняването на Турция от програмата за снабдяване, корабът влиза в процес на модицикация за да бъде оборудван с БПЛА.

## Спецификации

### Основни характеристики
- Екипаж: без
- Дължина: 8.35 м
- Височина: 2.6 м
- Размах на крилата: 14 м
- Максимално тегло при излитане: 1,450 кг
- Капацитет на товара: 280 кг.
- Двигател: 1 х TEI PD170 (очаква се) [3]

### Производителност
- Максимална скорост: 300 км/ч
- Крайцерска скорост (круизна скорост): 232 км/ч
- Обхват на връзка: по линия на видимост

### Авионика
- Сменяеми EO/IR/LD сензорни системи за изображения и насочване.